# لويزة جميلة
لويزة جميلة (الاسم العلمي: Aloysia pulchra) هو نوع نباتي يتبع جنس اللويزة من فصيلة اللويزية.